# Fußball bei den Juegos Bolivarianos

Fußball gehört bei den Juegos Bolivarianos (den Bolivarischen Spielen) zu den Sportarten, die seit 1938 ständig im Programm der Spiele waren. Teilnehmer sind Auswahlmannschaften der in der ODEBO organisierten Länder. A-Nationalmannschaften waren bei den Männern jedoch nur 1938 am Start. In der Folge traten Amateur- bzw. Junioren- und ab 1993 jeweils U17-Teams an. Das Turnier wird aktuell alle vier Jahre ausgetragen. Seit 2005 findet auch ein Turnier im Frauenfußball statt, dessen erste beiden Ausspielungen ebenfalls von A-Nationalmannschaften bestritten wurden. Mittlerweile treten dort U20-Teams an.

## Die Turniere der Männer

### Überblick
| Bolivien | Venezuela |

| Bolivien | Panama |

### Medaillenspiegel
nach 18 Turnieren
| Rang | Land      | Goldmedaille | Silbermedaille | Bronzemedaille | Gesamt |
| ---- | --------- | ------------ | -------------- | -------------- | ------ |
| 1    | Peru      | 6            | 1              | 4              | 11     |
| 2    | Kolumbien | 5            | 6              | 1              | 12     |
| 3    | Bolivien  | 4            | 3              | 2              | 9      |
| 4    | Ecuador   | 2            | 3              | 2              | 7      |
| 5    | Paraguay  | 1            |                |                | 1      |
| 6    | Venezuela |              | 6              | 7              | 13     |
| 7    | Panama    |              |                | 2              | 2      |

## Die Turniere der Frauen

### Überblick
| Jahr         | Gastgeber                     | Finale    | Finale         | Finale    | Spiel um Bronze | Spiel um Bronze | Spiel um Bronze |
| Jahr         | Gastgeber                     | Gold      | Ergebnis       | Silber    | Bronze          | Ergebnis        | 4. Platz        |
| ------------ | ----------------------------- | --------- | -------------- | --------- | --------------- | --------------- | --------------- |
| 2005 Details | Armenia / Pereira (Kolumbien) | Peru      | 3:0            | Kolumbien | Ecuador         | 3:2             | Bolivien        |
| 2009 Details | Sucre (Bolivien)              | Kolumbien | Ligasystem     | Ecuador   | Venezuela       | Ligasystem      | Bolivien        |
| 2013 Details | Trujillo (Peru)               | Kolumbien | 2:2, 5:4 i. E. | Venezuela | Bolivien        | 1:1, 3:1 i. E.  | Ecuador         |
| 2017 Details | Santa Marta (Kolumbien)       | Kolumbien | 3:1            | Ecuador   | Venezuela       | 2:0             | Bolivien        |
| 2022 Details | Valledupar (Kolumbien)        | Kolumbien | Ligasystem     | Paraguay  | Venezuela       | Ligasystem      | Panama          |

### Medaillenspiegel
nach 5 Turnieren
| Rang | Land      | Goldmedaille | Silbermedaille | Bronzemedaille | Gesamt |
| ---- | --------- | ------------ | -------------- | -------------- | ------ |
| 1    | Kolumbien | 4            | 1              |                | 5      |
| 2    | Peru      | 1            |                |                | 1      |
| 3    | Ecuador   |              | 2              | 1              | 3      |
| 4    | Venezuela |              | 1              | 3              | 4      |
| 5    | Paraguay  |              | 1              |                | 1      |
| 6    | Bolivien  |              |                | 1              | 1      |